# Crimson Thunder
Crimson Thunder – czwarty album grupy Hammerfall, wydany 28 października 2002 przez Nuclear Blast. Przez wielu uważany jest za najlepszy w historii zespołu. Okładka albumu została wykonana przez Sama Didiera, pracującego w Blizzard Entertainment.

## Lista utworów
1. "Riders of the Storm" - 4:34
2. "Hearts on Fire" - 3:51
3. "On the Edge of Honour" - 4:49
4. "Crimson Thunder" - 5:05
5. "Lore of the Arcane" - 1:27
6. "Trailblazers" - 4:39
7. "Dreams Come True" - 4:02
8. "Angel of Mercy" - 5:38
9. "The Unforgiving Blade" - 3:40
10. "In Memoriam" - 4:21
11. "Hero's Return" - 5:23

### Dodatkowe utwory
1. "Rising Force" (cover Yngwie Malmsteen) – 4:30 (wydanie europejskie i brazylijskie)
2. "Detroit Rock City" (cover KISS) – 3:56 (wydanie amerykańskie)
3. "Crazy Nights" (cover Loudness) – 3:42 (wydanie japońskie)

## Twórcy
- Joacim Cans - śpiew
- Magnus Rosén - gitara basowa
- Oscar Dronjak - gitara elektryczna
- Stefan Elmgren - gitara elektryczna
- Anders Johansson - perkusja

## Pozycje na listach
| Lista  | Kraj    | Pozycja |
| ------ | ------- | ------- |
| Top 60 | Szwecja | 3       |